# Diachasma columbicola
Diachasma columbicola är en stekelart som först beskrevs av Fischer 1965.  Diachasma columbicola ingår i släktet Diachasma och familjen bracksteklar. Inga underarter finns listade i Catalogue of Life.